# Seneschsee
Der Seneschsee (russisch Сенежское озеро, transkribiert Seneschskoje osero) ist ein Stausee in Russland. Er liegt an der Fernstraße M10 (Moskau–Sankt Petersburg) und der Bahnstrecke Sankt Petersburg–Moskau bei Solnetschnogorsk.
Seine Fläche beträgt 8,51 km².

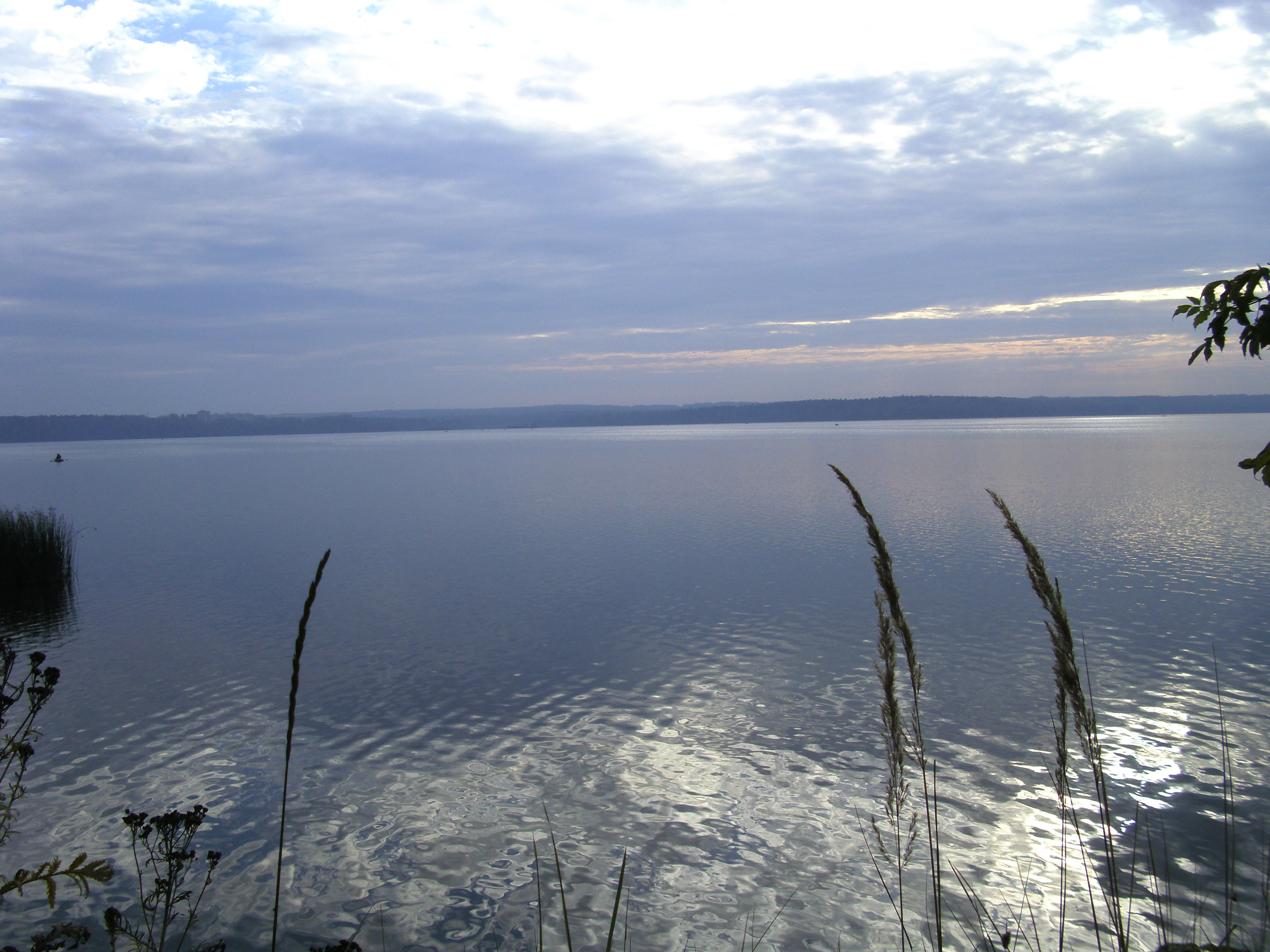
Seneschsee
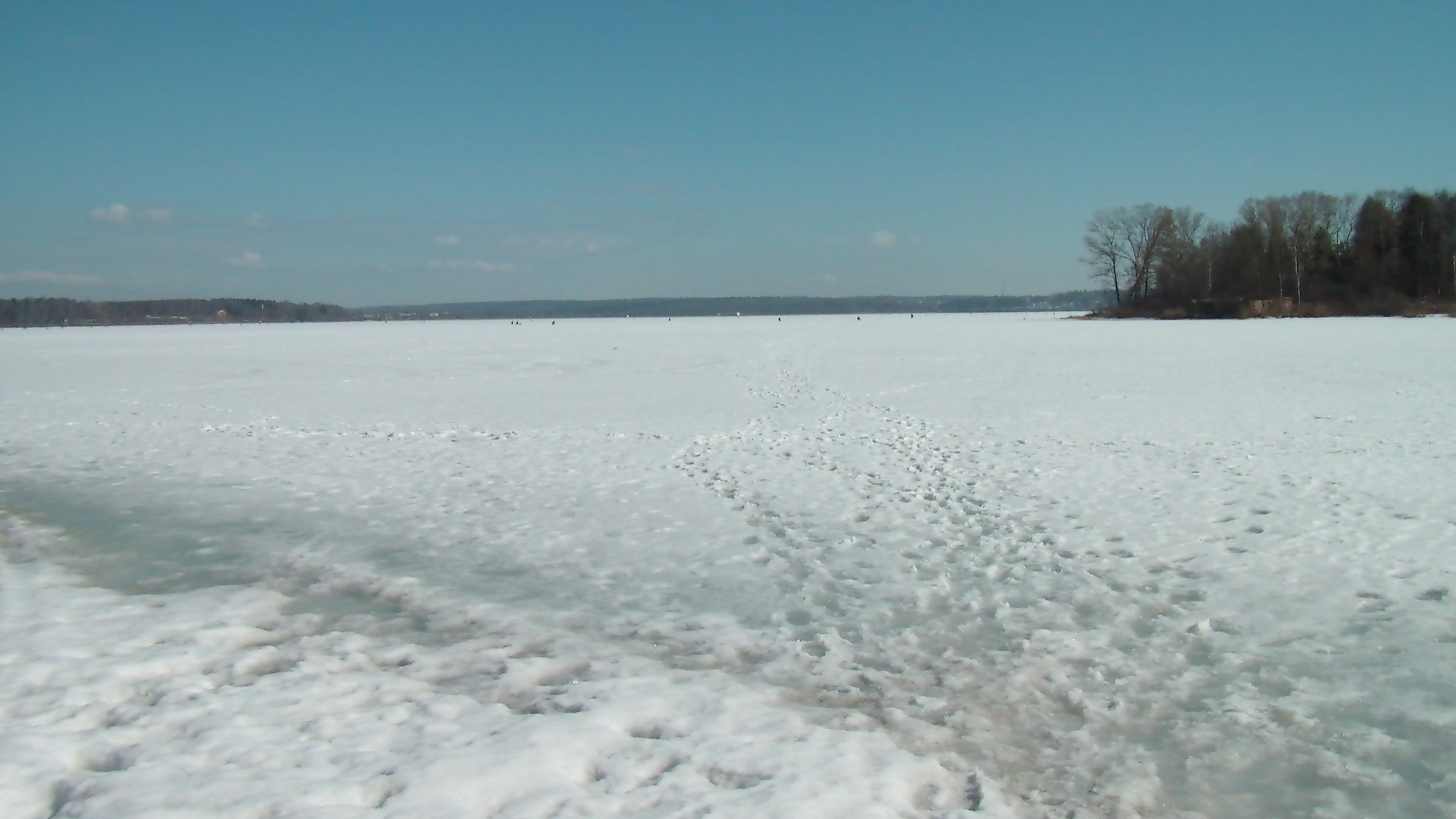
Im Winter
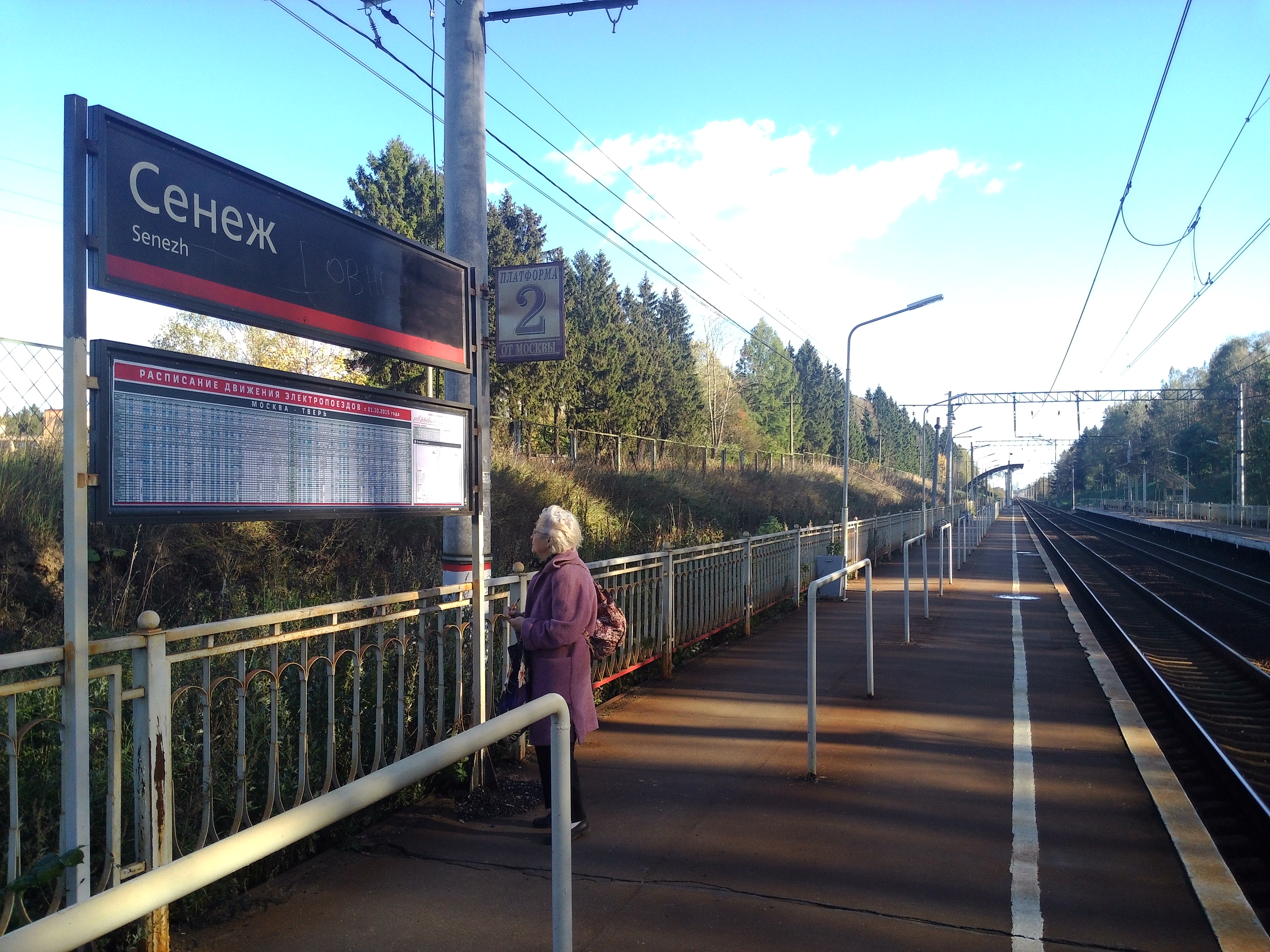
Bahnstation

Das Stauwerk entstand im 19. Jahrhundert beim Bau des Katharinenkanals (Екатерининский канал) zur Verbindung der Flüsse Istra und Sestra.